# 公民人權委員會
公民人權委員會（英語縮寫：CCHR）也稱公民人權協會，由山達基教會與美國精神病學家湯瑪士·薩茲博士於1969年在美國成立，山達基教會資助和經營。該組織總部坐落於美國洛杉磯，自稱其目的是消除精神病學的不人道行為及虐行，實際目的是否定精神病的存在，並消除整個精神科医学領域，以山達基的方法取而代之。大多數非山達基教徒視其為山達基教的掩護團體，其目的是推動教會的反精神病學議程。
公民人權委員會在台灣的分會為成立於2012年的中華公民人權協會，該組織在台灣和華人世界積極宣傳1960年代以前的陳舊精神病學問題，以及診斷錯誤的例子，藉以攻擊整個精神科醫學。至於在心理干預之後，該組織提供的方案則多為山達基教會的外圍機構的精油、排毒、磁療、超劑量維他命、自然療法等非實證醫療的邊緣療法。

## 協會對精神病的看法
公民人權委員會對精神病學的看法，直接反映了新興宗教山達基教創始人L·羅恩·賀伯特的立場，其作品非常強烈地表達了反精神醫學的觀點。根據賀伯特的認知，所有精神科醫生都是罪犯。
雖然公民人權委員會陳述其創會宗旨是“調查和揭露精神科違反人權”，但在山達基自己內部的募款出版物上，其目標是完全消除「身心性疾病」這個詞彙，並請成員實現這一目標：「參加消除精神病的團隊」、「現在該是制止精神病學和它的犯罪行為的時候了」、「消除精神科醫生正是公民人權協會正在做的事！」。
此內外宣傳的差異引起許多人批評指出「公民人權委員會」其實是山達基教的掩護團體，目的是推廣山達基反精神科醫學的教義。

## 活動

### 「精神病學：死亡工業」

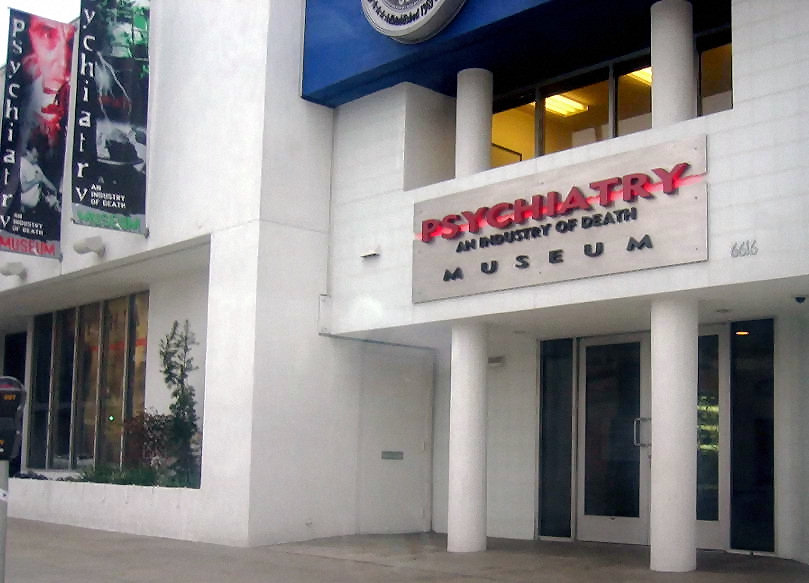
博物館入口，2006年

2005年12月，公民人權委員會在好萊塢日落大道上開放了「精神病學：死亡工業」博物館。《洛杉磯城市節拍》的安德魯·甘貝爾 (Andrew Gumbel)表示：展覽精神病學療法存在濫用是一回事，但藉此聲稱這個行業本身是邪惡的，則完全是另一回事……這是典型的偏執陰謀論。
中華公民人權協會在台灣台北、台中、高雄也策展「精神病學：死亡工業」，對精神病學進行抹黑宣傳。

## 外部連結
- 公民人權委員會官方網站 （页面存档备份，存于）（英文）
- 台灣社團法人中華公民人權協會 CCHR （页面存档备份，存于）